# Linea 12 (metropolitana di Pechino)
La linea 12 (in cinese 北京地铁12号线S, Běijīng dìtiě shí'èrhào xiànP) è una linea attiva della metropolitana di Pechino.
Inaugurata il 15 dicembre 2024, e gestita dalla Beijing Mass Transit Railway Operation Corporation Limited, la linea si snoda lungo un percorso da est a ovest di 27,5 km e collega, tramite 20 stazioni, i distretti di Haidian, Xicheng, Dongcheng e Chaoyang. È contraddistinta, nelle mappe e negli allestimenti dei treni, dal colore rame.

## Storia
Nel settembre 2015, la Commissione nazionale per lo sviluppo e la riforma della Repubblica Popolare Cinese ha approvato il Piano di costruzione della seconda fase della rete di trasporto ferroviario urbano di Pechino (2015–2021), includendo la linea 12 della metropolitana nella tratta da Sijiqing a Dongba. Il 28 dicembre successivo sono stati avviati ufficialmente i lavori di realizzazione della linea.
Nel giugno 2016, la Commissione municipale per lo sviluppo e la riforma di Pechino ha approvato lo studio di fattibilità del progetto della linea 12.
Il 30 maggio 2019 la strutura principale della stazione di Sanyuanqiao venne completata, divenendo la prima della linea 12 a essere realizzata. Successivamente, il 29 novembre dello stesso anno, sono iniziati i lavori di scavo con l'ausilio delle talpe meccaniche.
Il 17 luglio 2022, su tutto il percorso della linea 12, è iniziata la fase di posa dei binari. L'8 settembre dello stesso anno è stato consegnato il primo convoglio della linea 12 presso il deposito di Dongba.
Il 21 luglio 2023, la Commissione municipale per la pianificazione e le risorse naturali di Pechino ha pubblicato la proposta preliminare dei nomi delle stazioni della linea 12. I nomi sono stati poi ufficializzati il 27 dicembre successivo.
A marzo 2024 la linea 12 ha avviato la fase di test e pre-esercizio, mentre dall'agosto successivo sono iniziate le simulazioni per la finalizzazione degli orari.
Infine, il 15 dicembre 2024 è stata inaugurata e aperta al pubblico la prima fase della linea 12 della metropolitana di Pechino, da Sijiqingqiao a Dongbabei.

### Cronologia delle aperture
| Segmento                 | Inaugurazione    | Lunghezza | Stazioni | Nome sezione |
| ------------------------ | ---------------- | --------- | -------- | ------------ |
| Sijiqingqiao — Dongbabei | 15 dicembre 2024 | 27,54 km  | 20       | Fase I       |

## Tratta e servizio
La linea 12 ha origine dalla stazione di Sijiqingqiao, situata nel distretto di Haidian e costruita sotto la sezione occidentale della Quarta Circonvallazione della città. La linea poi si sviluppa verso est lungo Yuanda Road e incontra la linea 10 alla stazione di Changchunjie. Dopo aver attraversato Suzhouqiao, dove incrocia la linea 16, la linea passa sotto Changchunqiao Road ed entra nella zona nord della Terza Circonvallazione. Lungo la Terza Circonvallazione effettua fermate a Università Renmin, Dazhongsi e Jimenqiao, dove si interseca rispettivamente con la linea 4, 13 e Changping. La linea prosegue poi lungo tutta l'estensione della Terza Circonvallazione, entrando nei distretti di Xicheng e Dongcheng, nei quali effettua quattro fermate e consente lo scambio con le linee 19 e 8. La linea arriva poi alla stazione di Heping Xiqiao, entrando nel distretto di Chaoyang, nella zona nord-occidentale di Pechino. Proseguendo lungo il tratto nord della Terza Circonvallazione, la linea svolta verso sud all’altezza di Guangximen, per poi deviare verso nord-est in corrispondenza di Sanyuanqiao seguendo l’autostrada dell’aeroporto di Pechino-Capitale. Dopo aver attraversato la sezione est della Quarta Circonvallazione, entra nel quartiere di Jiuxianqiao, dove prosegue lungo Fangyuan West Road e Wanhong Road, per poi attraversare la sezione est della Quinta Circonvallazione e raggiungere l’area settentrionale del distretto di Dongba. Nel distretto di Chaoyang la linea 12 interseca la linea 5, 13, 17, 10, la Capital Airport Express e la linea 3.

### Tariffazione e orari
La tariffazione parte da un prezzo di ¥3 (circa €0,40) a seconda della distanza di viaggio totale da percorrere, fino a un massimo di ¥6 (circa €0,70) necessari per percorrere tutta la linea. In direzione Dongba, la linea è operativa tutti i giorni dalle 5:52 alle 23:25, mentre verso il capolinea di Sijiqingqiao il primo treno lascia la stazione di Dongba alle 5:23 e l'ultimo alle 22:30.

## Percorso e stazioni

### Percorso
|  |  | Unknown route-map component "uexKDSTCCa" |

|  |  | Transverse water | Unknown route-map component "uextKRZW" | Transverse water |

|  | Unknown route-map component "uextKBHFa" | Unused urban tunnel straight track |

|  | Unknown route-map component "uextABZg+l" | Unknown route-map component "uextSTRr" |

| Unknown route-map component "utKBHFxa" |

| Urban tunnel station on track |

|  | Urban tunnel station on track + Unknown route-map component "HUB2" | Unknown route-map component "HUBc3" |

|  | Unknown route-map component "utCONTgq" | Unknown route-map component "utKRZtu" + Unknown route-map component "HUBc1" | Unknown route-map component "utBHFq" + Unknown route-map component "HUB4" | Unknown route-map component "utCONTfq" |

| Transverse water | Unknown route-map component "utKRZW" | Transverse water |

|  | Unknown route-map component "utCONTgq" | Unknown route-map component "utTINTt" | Unknown route-map component "utSTRq" | Unknown route-map component "utCONTfq" |

|  | Unknown route-map component "utCONTgq" | Unknown route-map component "utKRZtu" + Unknown route-map component "HUBc2" | Unknown route-map component "utBHFq" + Unknown route-map component "HUB3" | Unknown route-map component "utCONTfq" |

|  | Urban tunnel station on track + Unknown route-map component "HUB1" | Unknown route-map component "HUBc4" |

|  | Unknown route-map component "KBL2" + Urban tunnel station on track | Unknown route-map component "BLc3" |

|  | Unknown route-map component "uhCONTgq" | Unknown route-map component "BLc1" + Unknown route-map component "utKRZh" | Unknown route-map component "KBL4" + Unknown route-map component "uhBHFq" | Unknown route-map component "uhCONTfq" |

|  | Unknown route-map component "tCONTgq" | Unknown route-map component "umtKRZtu" | Unknown route-map component "tSTRq" | Unknown route-map component "tCONTfq" |

|  | Transverse water | Unknown route-map component "utKRZW" | Transverse water | Transverse water |

|  | Unknown route-map component "uextCONTgq" | Unknown route-map component "utTINTt" | Unknown route-map component "utSTRq" | Unknown route-map component "utCONTfq" |

|  | Unknown route-map component "utABZg2" | Unknown route-map component "utSTRc3" |

|  | Unknown route-map component "utCONTgq" | Unknown route-map component "utTINTt" + Unknown route-map component "utSTRc1" | Unknown route-map component "utABZq+4" | Unknown route-map component "utCONTfq" |

| Urban tunnel station on track |

|  | Unknown route-map component "utCONTgq" | Unknown route-map component "utKRZtu" + Unknown route-map component "HUBc2" | Unknown route-map component "utBHFq" + Unknown route-map component "HUB3" | Unknown route-map component "utCONTfq" |

|  | Urban tunnel station on track + Unknown route-map component "HUB1" | Unknown route-map component "HUBc4" |

| Urban tunnel station on track |

| Unknown route-map component "HUBc2" | Urban tunnel station on track + Unknown route-map component "HUB3" |  |

| Unknown route-map component "utCONTgq" | Unknown route-map component "utBHFq" + Unknown route-map component "HUB1" | Unknown route-map component "utKRZtu" + Unknown route-map component "HUBc4" | Unknown route-map component "utCONTfq" |  |

| Unknown route-map component "HUBc2" | Urban tunnel station on track + Unknown route-map component "HUB3" |  |

| Unknown route-map component "uhCONTgq" | Unknown route-map component "uhBHFq" + Unknown route-map component "HUB1" | Unknown route-map component "utKRZh" + Unknown route-map component "HUBc4" | Unknown route-map component "uhCONTfq" |  |

| Transverse water | Unknown route-map component "utKRZW" | Transverse water |

| Transverse water | Unknown route-map component "utKRZW" | Transverse water |

| Unknown route-map component "utCONTgq" | Unknown route-map component "utABZq2" | Unknown route-map component "utBHFq" + Unknown route-map component "utSTRc3" + Unknown route-map component "HUB2" | Unknown route-map component "utKRZtu" + Unknown route-map component "HUBc3" | Unknown route-map component "utCONTfq" |  |  |

| Unknown route-map component "utSTRc1" | Unknown route-map component "utSTR2+4" + Unknown route-map component "HUBc1" | Urban tunnel station on track + Unknown route-map component "utSTRc3" + Unknown route-map component "HUB4" |  |  |

| Unknown route-map component "tSTRc1" | Unknown route-map component "utABZg+4" |  |

|  | Unknown route-map component "utCONTgq" | Unknown route-map component "utKRZtu" | Unknown route-map component "utSTRq" | Unknown route-map component "utSTR+r" |

|  | Unknown route-map component "utCONTgq" | Unknown route-map component "utKRZtu" | Unknown route-map component "utSTR+r" | Urban tunnel straight track |

|  |  | Urban tunnel station on track + Unknown route-map component "HUBaq" | Urban tunnel station on track + Unknown route-map component "HUBq" | Urban tunnel station on track + Unknown route-map component "HUBeq" |

|  |  |  | Urban tunnel straight track | Unknown route-map component "utSTRl" | Unknown route-map component "utKRZto" | Unknown route-map component "utCONTfq" |

|  |  |  | Urban tunnel straight track |  | Unknown route-map component "utSTRl" | Unknown route-map component "utCONTfq" |

| Transverse water | Unknown route-map component "utKRZW" | Transverse water |

| Urban tunnel station on track |

|  | Unknown route-map component "utCONTgq" | Unknown route-map component "utKRZto" + Unknown route-map component "HUBc2" | Unknown route-map component "uetBHFq" + Unknown route-map component "HUB3" | Unknown route-map component "utCONTfq" |

|  | Urban tunnel station on track + Unknown route-map component "HUB1" | Unknown route-map component "HUBc4" |

| Urban tunnel station on track |

| Unknown route-map component "CONTgq" | Unknown route-map component "umtKRZ" | Unknown route-map component "CONTfq" |

| Unknown route-map component "CONTgq" | Unknown route-map component "umtKRZ" | Unknown route-map component "CONTfq" |

| Urban tunnel station on track |

|  |  | Unknown route-map component "utABZgl+l" | Unknown route-map component "utSTRq" | Unknown route-map component "utSTR+r" |

|  | Unknown route-map component "utCONTgq" | Unknown route-map component "utKRZto" | Unknown route-map component "utSTR+r" | Urban tunnel straight track |

|  |  | Unknown route-map component "utKXBHFxe-L" + Unknown route-map component "HUBaq" | Unknown route-map component "utXBHF-R" + Unknown route-map component "HUBeq" | Urban tunnel straight track |

|  |  |  | Unused urban tunnel straight track | Urban tunnel straight track | Unknown route-map component "uKDSTCCe" + Unknown route-map component "HUBaq" | Unknown route-map component "uKDSTCCa" + Unknown route-map component "HUBeq" |

|  |  |  | Unused urban tunnel straight track | Unknown route-map component "uxtABZgl+xl" | Unknown route-map component "utSTRq" | Unknown route-map component "utSTRr" |

|  | Transverse water | Unknown route-map component "uextKRZW" | Unknown route-map component "uextKRZW" | Transverse water |

|  | Unused urban tunnel straight track | Unknown route-map component "uextCONTf" |

| Unused urban end station |

### Stazioni
|                   | Nome Stazione             | Nome in cinese, pinyin | Percorrenza (ore) | Distanza (km) | Interscambi |
| ----------------- | ------------------------- | ---------------------- | ----------------- | ------------- | ----------- |
| Sijiqingqiao      | 四季青桥 Sìjìqīngqiáo     | 0:00                   | 0,00              |               |             |
| Landianchang      | 蓝靛厂 Lándiànchǎng       | 0:03                   | 2,19              |               |             |
| Changchunqiao     | 长春桥 Chángchūnqiáo      | 0:05                   | 3,02              |               |             |
| Suzhouqiao        | 苏州桥 Sūzhōuqiáo         | 0:08                   | 4,28              |               |             |
| Università Renmin | 人民大学 Rénmín Dàxué     | 0:11                   | 5,86              |               |             |
| Dazhongsi         | 大钟寺 Dàzhōngsì          | 0:14                   | 7,58              |               |             |
| Jimenqiao         | 蓟门桥 Jìménqiáo          | 0:17                   | 8,65              |               |             |
| Beitaipingzhuang  | 北太平庄 Běitàipíngzhuāng | 0:19                   | 9,85              |               |             |
| Madianqiao        | 马甸桥 Mǎdiànqiáo         | 0:22                   | 10,88             |               |             |
| Anhuaqiao         | 安华桥 Ānhuáqiáo          | 0:24                   | 12,11             |               |             |
| Anzhenqiao        | 安贞桥 Ānzhēnqiáo         | 0:26                   | 13,07             |               |             |
| Heping Xiqiao     | 和平西桥 Hépíng xīqiáo    | 0:29                   | 13,93             |               |             |
| Guangximen        | 光熙门 Guāngxīmén         | 0:31                   | 14,96             |               |             |
| Xibahe            | 西坝河 Xībàhé             | 0:34                   | 16,16             |               |             |
| Sanyuanqiao       | 三元桥 Sānyuánqiáo        | 0:37                   | 17,94             |               |             |
| Jiangtaixi        | 将台西 Jiāngtáixī         | 0:40                   | 20,25             |               |             |
| Gaojiayuan        | 高家园 Gāojiāyuán         | 0:43                   | 21,65             |               |             |
| Tuofangying       | 驼房营 Tuófángyíng        | 0:46                   | 22,82             |               |             |
| Dongbaxi          | 东坝西 Dōngbàxī           | 0:50                   | 25,49             |               |             |
| Dongbabei         | 东坝北 Dōngbà běi         | 0:53                   | 27,54             |               |             |

## Materiale rotabile
I treni della linea 12 sono convogli di tipo A, sviluppati in autonomia dalla Beijing Rail Transit Technology and Equipment Group. Si tratta di veicoli a guida completamente automatizzata e senza conducente, i primi a integrare funzionalità di aggancio e sgancio completamente automatiche. Durante le ore di punta, i treni operano in doppia composizione (due moduli da 4 carrozze, per un totale di 8), mentre nelle ore con meno affluenza è possibile impiegare singole unità da 4 carrozze, migliorando il comfort e riducendo i consumi energetici. I treni della linea 12 sono, inoltre, compatibili con quelli della linea 3, rendendo possibile l’impiego incrociato dei convogli tra le due linee. In caso di aumento improvviso della domanda su una delle due tratte, è possibile far circolare i treni dell’altra linea per ottimizzare al massimo le risorse disponibili.
I veicoli sono dotati di sistemi avanzati come il rilevamento intelligente di ostacoli e il monitoraggio in tempo reale dei carrelli. Il centro di controllo monitora costantemente i dati operativi dei treni, analizzandoli per rilevare tempestivamente eventuali anomalie e attivare la manutenzione predittiva. L’intero ciclo operativo del treno – dall’uscita dal deposito alla messa in servizio, e poi il rientro – avviene in modalità completamente automatica e senza intervento umano.
La linea 12 dispone attualmente di un solo deposito operativo, situato a Dongba. Si trova nel distretto di Chaoyang, a est della Quinta Circonvallazione Est e a ovest della seconda autostrada dell’aeroporto Pechino-Capitale, tra Dongba Road e Dongba North Street. Il deposito è condiviso tra le linee 3 e 12 e, al momento della sua costruzione, è stato il più grande deposito della metropolitana di Pechino mai realizzato.
| Modello       | Immagine | Produttore                                                             | Anno produzione | In servizio | Numeri di serie | Deposito |
| ------------- | -------- | ---------------------------------------------------------------------- | --------------- | ----------- | --------------- | -------- |
| CCD5049/ZBM05 |          | CRRC Changchun Railway Vehicles Beijing Subway Rolling Stock Equipment | 2020 − 2023     | 84          | 12001–12084     | Dongba   |